# Liste des monuments historiques de l'arrondissement d'Avranches
Cet article recense les monuments historiques situés dans l'arrondissement d'Avranches, dans le département de la Manche.
Une liste spécifique répertorie les monuments du Mont-Saint-Michel Liste des monuments historiques du Mont-Saint-Michel.
| Monument                                                                         | Commune                             | Adresse | Coordonnées                        | Notice                        | Protection | Date                    | Illustration                                                                     |
| -------------------------------------------------------------------------------- | ----------------------------------- | ------- | ---------------------------------- | ----------------------------- | ---------- | ----------------------- | -------------------------------------------------------------------------------- |
| Ancienne abbaye Sainte-Anne de Moutons (galeries du cloître et puits)            | Avranches                           |         | 48° 41′ 12″ nord, 1° 22′ 01″ ouest | « PA00110325 »                | Inscrit    | 24 octobre 1935         | Ancienne abbaye Sainte-Anne de Moutons (galeries du cloître et puits)            |
| Maison des Trois Marchands                                                       | Avranches                           |         | 48° 41′ 16″ nord, 1° 21′ 31″ ouest | « PA00110328 »                | Inscrit    | 7 décembre 1970         | Maison des Trois Marchands                                                       |
| Anciennes fortifications                                                         | Avranches                           |         | 48° 41′ 14″ nord, 1° 21′ 42″ ouest | « PA00110327 »                | Inscrit    | 14 mai 1937             | Anciennes fortifications                                                         |
| Statue de Valhubert                                                              | Avranches                           |         | 48° 41′ 12″ nord, 1° 21′ 44″ ouest | « PA50000046 »                | Inscrit    | 18 août 2006            | Statue de Valhubert                                                              |
| Le Doyenné                                                                       | Avranches                           |         | 48° 41′ 18″ nord, 1° 21′ 48″ ouest | « PA50000045 »                | Classé     | 19 octobre 2007         | Le Doyenné                                                                       |
| Église Notre-Dame-des-Champs                                                     | Avranches                           |         | 48° 41′ 04″ nord, 1° 21′ 47″ ouest | « PA50000040 »                | Inscrit    | 16 février 2006         | Église Notre-Dame-des-Champs                                                     |
| Basilique Saint-Gervais-Saint-Protais                                            | Avranches                           |         | 48° 41′ 11″ nord, 1° 21′ 30″ ouest | « PA50000039 »                | Inscrit    | 16 février 2006         | Basilique Saint-Gervais-Saint-Protais                                            |
| Portail de la chapelle Saint-Georges de Bouillé                                  | Avranches                           |         | 48° 41′ 04″ nord, 1° 22′ 02″ ouest | « PA00110326 »                | Inscrit    | 14 mai 1937             | Portail de la chapelle Saint-Georges de Bouillé                                  |
| Château de Chantore                                                              | Bacilly                             |         | 48° 43′ 25″ nord, 1° 26′ 24″ ouest | « PA50000094 »                | Inscrit    | 2 septembre 2021        | Château de Chantore                                                              |
| Chapelle Notre-Dame de Montéglise                                                | Barenton                            |         | 48° 36′ 10″ nord, 0° 49′ 54″ ouest | « PA00110646 »                | Inscrit    | 21 novembre 1989        | Chapelle Notre-Dame de Montéglise                                                |
| Château de Vassy                                                                 | Brécey                              |         | 48° 42′ 33″ nord, 1° 10′ 15″ ouest | « PA50000008 »                | Classé     | 8 septembre 2000        | Château de Vassy                                                                 |
| Chapelle Sainte-Barbe et manoir de Carnet                                        | Carnet                              |         | 48° 30′ 47″ nord, 1° 20′ 28″ ouest | « PA00110656 »                | Inscrit    | 17 décembre 1990        | Chapelle Sainte-Barbe et manoir de Carnet                                        |
| Manoir de Lerre                                                                  | Champcervon (Le Grippon)            |         | 48° 46′ 00″ nord, 1° 24′ 08″ ouest | « PA50000086 »                | Inscrit    | 22 décembre 2016        | Manoir de Lerre                                                                  |
| Manoir du Bois Adam                                                              | La Chapelle-Urée                    |         | 48° 39′ 26″ nord, 1° 08′ 08″ ouest | « PA50000009 »                | Inscrit    | 25 novembre 1998        | Image manquante Téléverser                                                       |
| Château de Chaulieu                                                              | Chaulieu                            |         | 48° 45′ 28″ nord, 0° 51′ 29″ ouest | « PA00110362 »                | Inscrit    | 25 juillet 1973         | Château de Chaulieu                                                              |
| Manoir de Potrel (salle d'honneur)                                               | Dragey-Ronthon                      |         | 48° 42′ 42″ nord, 1° 30′ 14″ ouest | « PA00110392 »                | Inscrit    | 27 novembre 1933        | Image manquante Téléverser                                                       |
| Manoir de Potrel                                                                 | Dragey-Ronthon                      |         | 48° 42′ 42″ nord, 1° 30′ 14″ ouest | « PA00110392 »                | Inscrit    | 31 octobre 1990         | Manoir de Potrel                                                                 |
| Église Saint-Médard                                                              | Dragey-Ronthon                      |         | 48° 42′ 56″ nord, 1° 29′ 08″ ouest | « PA00135508 »                | Inscrit    | 16 mars 1995            | Église Saint-Médard                                                              |
| Château des Montgommery                                                          | Ducey                               |         | 48° 37′ 14″ nord, 1° 17′ 38″ ouest | « PA00110393 »                | Classé     | 20 janvier 1923         | Château des Montgommery                                                          |
| Petits pavillon et communs du château                                            | Ducey                               |         | 48° 37′ 16″ nord, 1° 17′ 39″ ouest | « PA00110393 »                | Inscrit    | 14 juin 1990            | Petits pavillon et communs du château                                            |
| Tombelaine                                                                       | Genêts                              |         | 48° 39′ 36″ nord, 1° 30′ 45″ ouest | « PA00110408 »                | Classé     | 9 octobre 1936          | Tombelaine                                                                       |
| Église Notre-Dame et cimetière                                                   | Genêts                              |         | 48° 41′ 07″ nord, 1° 28′ 42″ ouest | « PA00110407 »                | Classé     | 13 juin 1959            | Église Notre-Dame et cimetière                                                   |
| Église Notre-Dame-du-Cap-Lihou                                                   | Granville                           |         | 48° 50′ 12″ nord, 1° 36′ 19″ ouest | « PA00110418 »                | Classé     | 12 décembre 1930        | Église Notre-Dame-du-Cap-Lihou                                                   |
| Château de Grainville : peintures murales de la chapelle                         | Granville                           |         | 48° 49′ 50″ nord, 1° 33′ 55″ ouest | « PA00110415 »                | Classé     | 30 septembre 1957       | Image manquante Téléverser                                                       |
| Château de Grainville : Façades, toitures, escalier intérieur, colombier         | Granville                           |         | 48° 49′ 47″ nord, 1° 33′ 57″ ouest | « PA00110415 »                | Inscrit    | 28 avril 1980           | Château de Grainville : Façades, toitures, escalier intérieur, colombier         |
| Ancienne porte de ville de l'enceinte                                            | Granville                           |         | 48° 50′ 12″ nord, 1° 36′ 09″ ouest | « PA00110421 »                | Classé     | 24 janvier 1931         | Ancienne porte de ville de l'enceinte                                            |
| Corps de garde de Saint-Pair                                                     | Granville                           |         | 48° 50′ 00″ nord, 1° 36′ 36″ ouest | « PA00110417 »                | Inscrit    | 27 février 1987         | Corps de garde de Saint-Pair                                                     |
| Enceinte de la haute ville                                                       | Granville                           |         | 48° 50′ 13″ nord, 1° 36′ 11″ ouest | « PA00110421 »                | Inscrit    | 26 octobre 2004         | Enceinte de la haute ville                                                       |
| Manoir Saint-Nicolas                                                             | Granville                           |         | 48° 49′ 49″ nord, 1° 34′ 26″ ouest | « PA00110420 »                | Inscrit    | 30 décembre 1986        | Manoir Saint-Nicolas                                                             |
| Casernes du Roc                                                                  | Granville                           |         | 48° 50′ 11″ nord, 1° 36′ 27″ ouest | « PA00110414 »                | Inscrit    | 18 février 1987         | Casernes du Roc                                                                  |
| Four à rougir les boulets de la pointe du Roc                                    | Granville                           |         | 48° 50′ 00″ nord, 1° 36′ 40″ ouest | « PA00110419 »                | Inscrit    | 27 février 1987         | Four à rougir les boulets de la pointe du Roc                                    |
| Corps de garde de la jetée                                                       | Granville                           |         | 48° 49′ 51″ nord, 1° 36′ 19″ ouest | « PA00110416 »                | Inscrit    | 17 avril 1987           | Corps de garde de la jetée                                                       |
| Batterie du Roc                                                                  | Granville                           |         | 48° 50′ 05″ nord, 1° 36′ 45″ ouest | « PA00132897 »                | Inscrit    | 13 juin 1994            | Batterie du Roc                                                                  |
| Casino                                                                           | Granville                           |         | 48° 50′ 22″ nord, 1° 35′ 58″ ouest | « PA00110661 »                | Inscrit    | 18 mai 1992             | Casino                                                                           |
| Forme de radoub du port                                                          | Granville                           |         | 48° 50′ 01″ nord, 1° 36′ 31″ ouest | « PA50000057 »                | Inscrit    | 28 mars 2008            | Forme de radoub du port                                                          |
| Phare de Chausey                                                                 | Granville                           |         | 48° 52′ 10″ nord, 1° 49′ 21″ ouest | « PA50000061 »                | Inscrit    | 11 mai 2009             | Phare de Chausey                                                                 |
| Phare du cap Lihou                                                               | Granville                           |         | 48° 50′ 04″ nord, 1° 36′ 47″ ouest | « PA50000062 »                | Inscrit    | 11 mai 2009             | Phare du cap Lihou                                                               |
| Ancien prieuré (détruit)                                                         | Hocquigny                           |         | 48° 48′ 07″ nord, 1° 23′ 53″ ouest | « PA00110432 »                | Inscrit    | 9 janvier 1929          | Ancien prieuré (détruit)                                                         |
| Clocher de l'église Saint-Martin des Biards                                      | Isigny-le-Buat                      |         | 48° 35′ 01″ nord, 1° 11′ 09″ ouest | « PA00110434 »                | Inscrit    | 7 mars 1975             | Clocher de l'église Saint-Martin des Biards                                      |
| Logis de Montgothier                                                             | Isigny-le-Buat                      |         | 48° 38′ 20″ nord, 1° 12′ 23″ ouest | « PA00110435 »                | Inscrit    | 6 juin 1977             | Image manquante Téléverser                                                       |
| Infirmerie de la colonie de vacances de la ville de Saint-Ouen                   | Jullouville                         |         | 48° 46′ 44″ nord, 1° 33′ 37″ ouest | « PA50000082 »                | Inscrit    | 9 décembre 2012         | Infirmerie de la colonie de vacances de la ville de Saint-Ouen                   |
| Ferme de la Basse-Cour (domaine du château de Saint-Symphorien-des-Monts)        | Lapenty                             |         | 48° 32′ 40″ nord, 1° 00′ 13″ ouest | « PA50000017 »                | Inscrit    | 9 juin 2005             | Ferme de la Basse-Cour (domaine du château de Saint-Symphorien-des-Monts)        |
| Château de la Chaize                                                             | Les Loges-Marchis                   |         | 48° 32′ 26″ nord, 1° 03′ 39″ ouest | « PA00110440 »                | Inscrit    | 28 février 1978         | Château de la Chaize                                                             |
| Abbaye de La Lucerne : vestiges (église, cloître, aumônerie, entrée du XVIIIe    | La Lucerne-d'Outremer               |         | 48° 47′ 30″ nord, 1° 27′ 57″ ouest | « PA00110442 »                | Classé     | 28 février 1928         | Abbaye de La Lucerne : vestiges (église, cloître, aumônerie, entrée du XVIIIe    |
| Abbaye de La Lucerne : Sol, cloître, ruines du colombier, gisants                | La Lucerne-d'Outremer               |         | 48° 47′ 30″ nord, 1° 27′ 57″ ouest | « PA00110442 »                | Classé     | 30 septembre 1959       | Abbaye de La Lucerne : Sol, cloître, ruines du colombier, gisants                |
| Abbaye de La Lucerne : logis abbatial                                            | La Lucerne-d'Outremer               |         | 48° 47′ 26″ nord, 1° 27′ 53″ ouest | « PA00110442 »                | Classé     | 29 février 1964         | Abbaye de La Lucerne : logis abbatial                                            |
| Abbaye de La Lucerne : Ferme, granges à dîmes et maison des cygnes               | La Lucerne-d'Outremer               |         | 48° 47′ 30″ nord, 1° 28′ 00″ ouest | « PA00110442 »                | Inscrit    | 6 novembre 1986         | Abbaye de La Lucerne : Ferme, granges à dîmes et maison des cygnes               |
| Manoir de la Cour                                                                | Marcilly                            |         | 48° 38′ 45″ nord, 1° 14′ 31″ ouest | « PA00110445 »                | Inscrit    | 31 juillet 1979         | Manoir de la Cour                                                                |
| Église Saint-Martin                                                              | Martigny                            |         | 48° 36′ 48″ nord, 1° 06′ 29″ ouest | « PA00110447 »                | Inscrit    | 6 décembre 1939         | Église Saint-Martin                                                              |
| Château de la Faucherie                                                          | Le Mesnillard                       |         | 48° 37′ 37″ nord, 1° 05′ 08″ ouest | « PA00110651 »                | Classé     | 27 décembre 1989        | Château de la Faucherie                                                          |
| Abbaye du Mont-Saint-Michel                                                      | Le Mont-Saint-Michel                |         | 48° 38′ 10″ nord, 1° 30′ 41″ ouest | « PA00110460 »                | Classé     | 1862                    | Abbaye du Mont-Saint-Michel                                                      |
| Cour et bâtiments dépendant du presbytère                                        | Le Mont-Saint-Michel                |         | 48° 38′ 12″ nord, 1° 30′ 38″ ouest | « PA00110464 »                | Classé     | 6 septembre 1928        | Cour et bâtiments dépendant du presbytère                                        |
| Chapelle Saint-Aubert                                                            | Le Mont-Saint-Michel                |         | 48° 38′ 11″ nord, 1° 30′ 48″ ouest | « PA00110462 »                | Classé     | 1908                    | Chapelle Saint-Aubert                                                            |
| Cimetière                                                                        | Le Mont-Saint-Michel                |         | 48° 38′ 09″ nord, 1° 30′ 37″ ouest | « PA00110463 »                | Classé     | 1934                    | Cimetière                                                                        |
| Église Saint-Pierre                                                              | Le Mont-Saint-Michel                |         | 48° 38′ 10″ nord, 1° 30′ 36″ ouest | « PA00110465 »                | Classé     | 1909                    | Église Saint-Pierre                                                              |
| Presbytère                                                                       | Le Mont-Saint-Michel                |         | 48° 38′ 08″ nord, 1° 30′ 37″ ouest | « PA00110512 »                | Inscrit    | 8 décembre 1981         | Presbytère                                                                       |
| Fortifications                                                                   | Le Mont-Saint-Michel                |         | 48° 38′ 07″ nord, 1° 30′ 35″ ouest | « PA00110514 »                | Classé     | 1875                    | Fortifications                                                                   |
| Enceinte des Fanils                                                              | Le Mont-Saint-Michel                |         | 48° 38′ 08″ nord, 1° 30′ 47″ ouest | « PA00110466 »                | Classé     | 1875                    | Enceinte des Fanils                                                              |
| Maison des Trois Étoiles                                                         | Le Mont-Saint-Michel                |         | 48° 38′ 12″ nord, 1° 30′ 37″ ouest | « PA00110505 »                | Classé     | 6 septembre 1928        | Maison des Trois Étoiles                                                         |
| Hôtel principal des établissements Poulard                                       | Le Mont-Saint-Michel                |         | 48° 38′ 06″ nord, 1° 30′ 39″ ouest | « PA00110472 »                | Classé     | 1929                    | Hôtel principal des établissements Poulard                                       |
| Hôtel Saint-Pierre                                                               | Le Mont-Saint-Michel                |         | 48° 38′ 07″ nord, 1° 30′ 36″ ouest | « PA00110473 »                | Classé     | 1938                    | Hôtel Saint-Pierre                                                               |
| Hôtellerie de l'Escu de Bretaigne                                                | Le Mont-Saint-Michel                |         | 48° 38′ 08″ nord, 1° 30′ 36″ ouest | « PA00110474 »                | Inscrit    | 1928                    | Hôtellerie de l'Escu de Bretaigne                                                |
| Hôtellerie de la Sirène                                                          | Le Mont-Saint-Michel                |         | 48° 38′ 07″ nord, 1° 30′ 37″ ouest | « PA00110475 »                | Classé     | 1936                    | Hôtellerie de la Sirène                                                          |
| Immeuble de l'Épée-Saint-Michel                                                  | Le Mont-Saint-Michel                |         | 48° 38′ 09″ nord, 1° 30′ 36″ ouest | « PA00110478 »                | Classé     | 1946                    | Image manquante Téléverser                                                       |
| Immeuble du Petit-Bois                                                           | Le Mont-Saint-Michel                |         | 48° 38′ 10″ nord, 1° 30′ 45″ ouest | « PA00110477 »                | Classé     | 1908                    | Image manquante Téléverser                                                       |
| Maison du Pigeon Blanc                                                           | Le Mont-Saint-Michel                |         | 48° 38′ 12″ nord, 1° 30′ 37″ ouest | « PA00110499 »                | Classé     | 6 septembre 1928        | Maison du Pigeon Blanc                                                           |
| Jardin et hangar couvert                                                         | Le Mont-Saint-Michel                |         | 48° 38′ 10″ nord, 1° 30′ 38″ ouest | « PA00110480 »                | Classé     | 1936                    | Image manquante Téléverser                                                       |
| Jardin de la Sirène                                                              | Le Mont-Saint-Michel                |         | 48° 38′ 09″ nord, 1° 30′ 37″ ouest | « PA00110483 »                | Classé     | 1936                    | Image manquante Téléverser                                                       |
| Maisons donnant sur la Grande-Rue et sur les remparts                            | Le Mont-Saint-Michel                |         | 48° 38′ 10″ nord, 1° 30′ 35″ ouest | « PA00110487 »                | Inscrit    | 22 janvier 1934         | Maisons donnant sur la Grande-Rue et sur les remparts                            |
| Jardins du Musée Saint-Michel                                                    | Le Mont-Saint-Michel                |         | 48° 38′ 09″ nord, 1° 30′ 38″ ouest | « PA00110481 »                | Classé     | 1936                    | Image manquante Téléverser                                                       |
| Jardins Sainte-Catherine                                                         | Le Mont-Saint-Michel                |         | 48° 38′ 08″ nord, 1° 30′ 40″ ouest | « PA00110482 »                | Classé     | 1937                    | Jardins Sainte-Catherine                                                         |
| Maison adossée aux remparts                                                      | Le Mont-Saint-Michel                |         | 48° 38′ 09″ nord, 1° 30′ 35″ ouest | « PA00110488 »                | Classé     | 15 mai 1933             | Maison adossée aux remparts                                                      |
| Maison de l'Artichaut                                                            | Le Mont-Saint-Michel                |         | 48° 38′ 07″ nord, 1° 30′ 37″ ouest | « PA00110489 »                | Classé     | 9 août 1918             | Maison de l'Artichaut                                                            |
| Maison Blanche                                                                   | Le Mont-Saint-Michel                |         | 48° 38′ 08″ nord, 1° 30′ 38″ ouest | « PA00110486 »                | Classé     | 1938                    | Image manquante Téléverser                                                       |
| Logis Saint-Aubert (façades et toitures)                                         | Le Mont-Saint-Michel                |         | 48° 38′ 12″ nord, 1° 30′ 37″ ouest | « PA00110495 »                | Classé     | 6 septembre 1928        | Logis Saint-Aubert (façades et toitures)                                         |
| Logis Saint-Symphorien (restes des enceintes primitives)                         | Le Mont-Saint-Michel                |         | 48° 38′ 12″ nord, 1° 30′ 37″ ouest | « PA00110496 »                | Classé     | 14 juin 1909            | Logis Saint-Symphorien (restes des enceintes primitives)                         |
| Logis Saint-Symphorien (façades et toitures)                                     | Le Mont-Saint-Michel                |         | 48° 38′ 12″ nord, 1° 30′ 37″ ouest | « PA00110496 »                | Classé     | 6 septembre 1928        | Logis Saint-Symphorien (façades et toitures)                                     |
| Ancienne hôtellerie du Dauphin                                                   | Le Mont-Saint-Michel                |         | 48° 38′ 11″ nord, 1° 30′ 36″ ouest | « PA00110493 »                | Classé     | 6 septembre 1928        | Ancienne hôtellerie du Dauphin                                                   |
| Vieux Logis                                                                      | Le Mont-Saint-Michel                |         | 48° 38′ 11″ nord, 1° 30′ 36″ ouest | « PA00110485 »                | Classé     | 6 septembre 1928        | Vieux Logis                                                                      |
| Maison du Pot de Cuivre                                                          | Le Mont-Saint-Michel                |         | 48° 38′ 11″ nord, 1° 30′ 36″ ouest | « PA00110503 »                | Classé     | 19 décembre 1928        | Maison du Pot de Cuivre                                                          |
| Maison du Chapeau Blanc                                                          | Le Mont-Saint-Michel                |         | 48° 38′ 09″ nord, 1° 30′ 38″ ouest | « PA00110490 »                | Classé     | 1928 1936               | Maison du Chapeau Blanc                                                          |
| Maison de la Coquille                                                            | Le Mont-Saint-Michel                |         | 48° 38′ 10″ nord, 1° 30′ 36″ ouest | « PA00110491 »                | Classé     | 21 juillet 1949         | Maison de la Coquille                                                            |
| Maison Les Terrasses                                                             | Le Mont-Saint-Michel                |         | 48° 38′ 10″ nord, 1° 30′ 35″ ouest | « PA00110504 »                | Inscrit    | 12 octobre 1932         | Maison Les Terrasses                                                             |
| Passage sous la Vieille Auberge                                                  | Le Mont-Saint-Michel                |         | 48° 38′ 09″ nord, 1° 30′ 35″ ouest | « PA00110511 »                | Classé     | 12 août 1936            | Image manquante Téléverser                                                       |
| Auberge Saint-Pierre                                                             | Le Mont-Saint-Michel                |         | 48° 38′ 07″ nord, 1° 30′ 37″ ouest | « PA00110461 »                | Classé     | 1938                    | Auberge Saint-Pierre                                                             |
| Maison Lacorne                                                                   | Le Mont-Saint-Michel                |         | 48° 38′ 09″ nord, 1° 30′ 35″ ouest | « PA00110494 »                | Classé     | 12 août 1936            | Maison Lacorne                                                                   |
| Maison Piquerel (dépendance de l'Hôtel de la Confiance)                          | Le Mont-Saint-Michel                |         | 48° 38′ 07″ nord, 1° 30′ 37″ ouest | « PA00110501 »                | Classé     | 29 novembre 1948        | Image manquante Téléverser                                                       |
| Maison Piquerel                                                                  | Le Mont-Saint-Michel                |         | 48° 38′ 07″ nord, 1° 30′ 36″ ouest | « PA00110500 »                | Classé     | 3 septembre 1934        | Maison Piquerel                                                                  |
| Maison Verte                                                                     | Le Mont-Saint-Michel                |         | 48° 38′ 08″ nord, 1° 30′ 38″ ouest | « PA00110508 »                | Classé     | 4 avril 1938            | Image manquante Téléverser                                                       |
| Chapelle Saint-Sébastien                                                         | Le Mont-Saint-Michel                |         | 48° 38′ 08″ nord, 1° 30′ 36″ ouest | « PA00110498 »                | Classé     | 6 septembre 1928        | Chapelle Saint-Sébastien                                                         |
| Bâtiment voisin de l'hôtel Duguesclin                                            | Le Mont-Saint-Michel                |         | 48° 38′ 08″ nord, 1° 30′ 35″ ouest | « PA00110468 »                | Classé     | 1938                    | Image manquante Téléverser                                                       |
| Maison de l'Esperon                                                              | Le Mont-Saint-Michel                |         | 48° 38′ 08″ nord, 1° 30′ 35″ ouest | « PA00110492 »                | Classé     | 1er mars 1928           | Maison de l'Esperon                                                              |
| Vieux murs et jardins Saint-Symphorien                                           | Le Mont-Saint-Michel                |         | 48° 38′ 11″ nord, 1° 30′ 37″ ouest | « PA00110510 »                | Classé     | 6 septembre 1928        | Vieux murs et jardins Saint-Symphorien                                           |
| Vieux murs et jardins Saint-Aubert                                               | Le Mont-Saint-Michel                |         | 48° 38′ 11″ nord, 1° 30′ 37″ ouest | « PA00110509 »                | Classé     | 6 septembre 1928        | Image manquante Téléverser                                                       |
| Vieux murs et jardin du Dauphin                                                  | Le Mont-Saint-Michel                |         | 48° 38′ 11″ nord, 1° 30′ 37″ ouest | « PA00110479 »                | Classé     | 6 septembre 1928        | Image manquante Téléverser                                                       |
| Terrasses et jardins de La Croix de Jérusalem                                    | Le Mont-Saint-Michel                |         | 48° 38′ 12″ nord, 1° 30′ 38″ ouest | « PA00110518 »                | Classé     | 6 septembre 1928        | Terrasses et jardins de La Croix de Jérusalem                                    |
| Salle Jeanne d'Arc                                                               | Le Mont-Saint-Michel                |         | 48° 38′ 10″ nord, 1° 30′ 36″ ouest | « PA00110516 »                | Classé     | 12 août 1936            | Salle Jeanne d'Arc                                                               |
| École communale                                                                  | Le Mont-Saint-Michel                |         | 48° 38′ 11″ nord, 1° 30′ 38″ ouest | « PA00110507 »                | Classé     | 25 janvier 1934         | École communale                                                                  |
| Hôtel de la Licorne                                                              | Le Mont-Saint-Michel                |         | 48° 38′ 07″ nord, 1° 30′ 37″ ouest | « PA00110469 »                | Inscrit    | 1928                    | Hôtel de la Licorne                                                              |
| Logis Tiphaine                                                                   | Le Mont-Saint-Michel                |         | 48° 38′ 11″ nord, 1° 30′ 37″ ouest | « PA00110497 »                | Inscrit    | 1er mars 1928           | Logis Tiphaine                                                                   |
| Hôtel du Mouton Blanc                                                            | Le Mont-Saint-Michel                |         | 48° 38′ 08″ nord, 1° 30′ 35″ ouest | « PA00110470 »                | Classé     | 1928                    | Hôtel du Mouton Blanc                                                            |
| Maison de la Truie qui File                                                      | Le Mont-Saint-Michel                |         | 48° 38′ 10″ nord, 1° 30′ 38″ ouest | « PA00110506 »                | Classé     | 5 février 1908          | Maison de la Truie qui File                                                      |
| Villa Saint-Michel (façades, toitures et jardins)                                | Le Mont-Saint-Michel                |         | 48° 38′ 10″ nord, 1° 30′ 38″ ouest | « PA00110520 »                | Classé     | 12 août 1936            | Villa Saint-Michel (façades, toitures et jardins)                                |
| Villa Bellevue                                                                   | Le Mont-Saint-Michel                |         | 48° 38′ 09″ nord, 1° 30′ 38″ ouest | « PA00110519 »                | Classé     | 12 septembre 1931       | Villa Bellevue                                                                   |
| Hôtel Poulard                                                                    | Le Mont-Saint-Michel                |         | 48° 38′ 07″ nord, 1° 30′ 39″ ouest | « PA00110471 »                | Classé     | 1929 1939               | Hôtel Poulard                                                                    |
| Maisons Ponceau et Eudes                                                         | Le Mont-Saint-Michel                |         | 48° 38′ 09″ nord, 1° 30′ 37″ ouest | « PA00110502 »                | Inscrit    | 1er mars 1928           | Maisons Ponceau et Eudes                                                         |
| Propriété de l'Hermitage                                                         | Le Mont-Saint-Michel                |         | 48° 38′ 08″ nord, 1° 30′ 38″ ouest | « PA00110513 »                | Classé     | 6 août 1937             | Propriété de l'Hermitage                                                         |
| Réservoirs d'eau près de la Maison Blanche                                       | Le Mont-Saint-Michel                |         | 48° 38′ 08″ nord, 1° 30′ 39″ ouest | « PA00110515 »                | Classé     | 13 février 1929         | Réservoirs d'eau près de la Maison Blanche                                       |
| Fontaine Saint-Aubert                                                            | Le Mont-Saint-Michel                |         | 48° 38′ 13″ nord, 1° 30′ 44″ ouest | « PA00110467 »                | Classé     | 1908                    | Fontaine Saint-Aubert                                                            |
| Terrasse de la Maison Rouge                                                      | Le Mont-Saint-Michel                |         | 48° 38′ 07″ nord, 1° 30′ 40″ ouest | « PA00110517 »                | Classé     | 4 avril 1938            | Terrasse de la Maison Rouge                                                      |
| Local sous l'escalier de la porte du Roi                                         | Le Mont-Saint-Michel                |         | à géolocaliser                     | « PA00110484 »                | Classé     | 13 février 1929         | Image manquante Téléverser                                                       |
| Immeubles et terrains de l'entrée                                                | Le Mont-Saint-Michel                |         | à géolocaliser                     | « PA00110476 »                | Classé     | 25 janvier 1934         | Image manquante Téléverser                                                       |
| Collégiale Saint-Évroult                                                         | Mortain                             |         | 48° 38′ 54″ nord, 0° 56′ 31″ ouest | « PA00110522 »                | Classé     | 1840                    | Collégiale Saint-Évroult                                                         |
| Ancienne abbaye Blanche                                                          | Mortain                             |         | 48° 39′ 29″ nord, 0° 56′ 42″ ouest | « PA00110521 »                | Classé     | 3 avril 1920            | Ancienne abbaye Blanche                                                          |
| Croix Saint-Martin                                                               | Notre-Dame-du-Touchet               |         | 48° 34′ 59″ nord, 0° 57′ 26″ ouest | « PA00110527 »                | Inscrit    | 12 avril 1939           | Croix Saint-Martin                                                               |
| Château                                                                          | Parigny                             |         | 48° 35′ 32″ nord, 1° 04′ 46″ ouest | « PA00110532 »                | Inscrit    | 26 avril 1976           | Image manquante Téléverser                                                       |
| Vieux pont sur la Sélune et poste de guet                                        | Poilley,Ducey                       |         | 48° 37′ 09″ nord, 1° 17′ 45″ ouest | « PA00110542 » « PA00110394 » | Inscrit    | 19 août 1975            | Vieux pont sur la Sélune et poste de guet                                        |
| Abbaye de Montmorel : cloître                                                    | Poilley                             |         | 48° 35′ 53″ nord, 1° 17′ 56″ ouest | « PA00110541 »                | Classé     | 6 février 1980          | Abbaye de Montmorel : cloître                                                    |
| Abbaye de Montmorel : logis abbatial, pont, portail, chambre du prieur, cheminée | Poilley                             |         | 48° 35′ 53″ nord, 1° 17′ 56″ ouest | « PA00110541 »                | Inscrit    | 6 février 1980          | Abbaye de Montmorel : logis abbatial, pont, portail, chambre du prieur, cheminée |
| Abbaye de Montmorel : sols et système hydraulique, logis abbatial, borne         | Poilley                             |         | 48° 35′ 53″ nord, 1° 17′ 56″ ouest | « PA00110541 »                | Inscrit    | 2 juillet 2007          | Abbaye de Montmorel : sols et système hydraulique, logis abbatial, borne         |
| Église Notre-Dame                                                                | Pontorson                           |         | 48° 33′ 17″ nord, 1° 30′ 39″ ouest | « PA00110543 »                | Classé     | 21 juillet 1881 ou 1889 | Église Notre-Dame                                                                |
| Hôtel Guischard de la Ménardière                                                 | Pontorson                           |         | 48° 33′ 17″ nord, 1° 30′ 33″ ouest | « PA00110544 »                | Inscrit    | 17 septembre 1937       | Hôtel Guischard de la Ménardière                                                 |
| Prieuré d'Ardevon                                                                | Pontorson                           |         | 48° 36′ 09″ nord, 1° 28′ 31″ ouest | « PA00110546 »                | Inscrit    | 15 septembre 1937       | Prieuré d'Ardevon                                                                |
| Prêche protestant                                                                | Pontorson                           |         | 48° 33′ 15″ nord, 1° 30′ 41″ ouest | « PA00110545 »                | Inscrit    | 4 mai 1988              | Prêche protestant                                                                |
| Villa Bailleul                                                                   | Pontorson                           |         | 48° 33′ 11″ nord, 1° 30′ 21″ ouest | « PA50000075 »                | Inscrit    | 30 septembre 2011       | Villa Bailleul                                                                   |
| Église Saint-Martin et cimetière                                                 | Sacey                               |         | 48° 30′ 32″ nord, 1° 27′ 00″ ouest | « PA00110562 »                | Inscrit    | 30 juillet 1947         | Église Saint-Martin et cimetière                                                 |
| Chapelle Notre-Dame-de-Pitié (château)                                           | Sacey                               |         | 48° 30′ 21″ nord, 1° 27′ 03″ ouest | « PA00110664 »                | Inscrit    | 31 mars 1992            | Chapelle Notre-Dame-de-Pitié (château)                                           |
| Église Saint-Aubin                                                               | Saint-Aubin-des-Préaux              |         | 48° 48′ 16″ nord, 1° 30′ 28″ ouest | « PA00110563 »                | Inscrit    | 9 juin 1971             | Église Saint-Aubin                                                               |
| Manoir de Dougeru et le colombier                                                | Saint-Aubin-de-Terregatte           |         | 48° 35′ 32″ nord, 1° 16′ 13″ ouest | « PA00110659 »                | Inscrit    | 29 mars 1991            | Manoir de Dougeru et le colombier                                                |
| Pierre Saint-Martin                                                              | Saint-Cyr-du-Bailleul               |         | 48° 34′ 06″ nord, 0° 47′ 08″ ouest | « PA00110566 »                | Classé     | 5 décembre 1977         | Pierre Saint-Martin                                                              |
| Tour de l'ancienne église Saint-Hilaire                                          | Saint-Hilaire-du-Harcouët           |         | 48° 34′ 31″ nord, 1° 05′ 33″ ouest | « PA00110574 »                | Classé     | 23 avril 1921           | Tour de l'ancienne église Saint-Hilaire                                          |
| Manoir du Jardin                                                                 | Saint-Hilaire-du-Harcouët           |         | 48° 34′ 09″ nord, 1° 06′ 11″ ouest | « PA00110575 »                | Inscrit    | 27 décembre 1974        | Image manquante Téléverser                                                       |
| Château de la Paluelle                                                           | Saint-James                         |         | 48° 31′ 32″ nord, 1° 18′ 55″ ouest | « PA00110577 »                | Inscrit    | 30 janvier 1967         | Château de la Paluelle                                                           |
| Pierre Saint-Benoit                                                              | Saint-James                         |         | 48° 32′ 03″ nord, 1° 19′ 07″ ouest | « PA00110578 »                | Classé     | 5 décembre 1977         | Pierre Saint-Benoit                                                              |
| Église Saint-Léger                                                               | Saint-Jean-des-Champs               |         | 48° 47′ 52″ nord, 1° 28′ 40″ ouest | « PA00132691 »                | Inscrit    | 16 mai 1994             | Église Saint-Léger                                                               |
| Château du Pont-Roger                                                            | Saint-Jean-des-Champs               |         | 48° 49′ 14″ nord, 1° 28′ 24″ ouest | « PA00110579 »                | Inscrit    | 13 février 1975         | Image manquante Téléverser                                                       |
| Église Saint-Jean-Baptiste                                                       | Saint-Jean-le-Thomas                |         | 48° 43′ 49″ nord, 1° 30′ 49″ ouest | « PA00110580 »                | Inscrit    | 8 juin 1967             | Église Saint-Jean-Baptiste                                                       |
| Église Saint-Loup                                                                | Saint-Loup                          |         | 48° 40′ 06″ nord, 1° 17′ 41″ ouest | « PA00110588 »                | Classé     | 25 avril 1921           | Église Saint-Loup                                                                |
| Église Saint-Pair                                                                | Saint-Pair-sur-Mer                  |         | 48° 48′ 57″ nord, 1° 34′ 15″ ouest | « PA00110594 »                | Inscrit    | 25 février 1928         | Église Saint-Pair                                                                |
| Prieuré de l'Oiselière                                                           | Saint-Planchers                     |         | 48° 49′ 20″ nord, 1° 29′ 47″ ouest | « PA00110654 »                | Inscrit    | 27 novembre 1989        | Prieuré de l'Oiselière                                                           |
| Château                                                                          | Saint-Pois                          |         | 48° 45′ 08″ nord, 1° 03′ 24″ ouest | « PA00110599 »                | Inscrit    | 24 mai 1974             | Château                                                                          |
| Chaumières du château                                                            | Saint-Symphorien-des-Monts, Lapenty |         | 48° 32′ 35″ nord, 1° 00′ 17″ ouest | « PA50000017 » « PA50000014 » | Inscrit    | 16 août 2000            | Chaumières du château                                                            |
| Allée couverte des Cartesières                                                   | Saint-Symphorien-des-Monts          |         | 48° 32′ 11″ nord, 1° 00′ 13″ ouest | « PA00110606 »                | Classé     | 5 décembre 1977         | Allée couverte des Cartesières                                                   |
| Logis de Bréquigny                                                               | Sartilly                            |         | 48° 46′ 18″ nord, 1° 28′ 08″ ouest | « PA00110609 »                | Inscrit    | 1er janvier 1980        | Logis de Bréquigny                                                               |
| Abbaye de Savigny                                                                | Savigny-le-Vieux                    |         | 48° 30′ 07″ nord, 1° 01′ 39″ ouest | « PA00110611 »                | Classé     | 1924                    | Abbaye de Savigny                                                                |
| Église Saint-Martin et le calvaire                                               | Servon                              |         | 48° 36′ 04″ nord, 1° 25′ 09″ ouest | « PA00110612 »                | Inscrit    | 1975                    | Église Saint-Martin et le calvaire                                               |
| Église Saint-Patrice                                                             | Le Teilleul                         |         | 48° 32′ 20″ nord, 0° 52′ 29″ ouest | « PA50000044 »                | Inscrit    | 2006                    | Église Saint-Patrice                                                             |
| Prieuré de Saint-Léonard : mur d'enceinte et enclos                              | Vains                               |         | 48° 40′ 10″ nord, 1° 26′ 31″ ouest | « PA00110625 »                | Inscrit    | 8 janvier 1970          | Prieuré de Saint-Léonard : mur d'enceinte et enclos                              |
| Prieuré de Saint-Léonard : église                                                | Vains                               |         | 48° 40′ 11″ nord, 1° 26′ 31″ ouest | « PA00110625 »                | Classé     | 6 janvier 1970          | Prieuré de Saint-Léonard : église                                                |
| Manoir de Vains                                                                  | Vains                               |         | 48° 40′ 52″ nord, 1° 24′ 06″ ouest | « PA00132900 »                | Inscrit    | 27 décembre 1994        | Manoir de Vains                                                                  |
| Château de Boucéel                                                               | Vergoncey                           |         | 48° 33′ 57″ nord, 1° 21′ 57″ ouest | « PA00110638 »                | Inscrit    | 30 décembre 1986        | Château de Boucéel                                                               |